# Toneel Publieksprijs
De Toneel Publieksprijs, in de vorm van een "Kroon", was een Nederlandse prijs, die via een nominatieronde en een stemming door het toneelpubliek werd toegekend aan een Nederlandse toneelproductie. De stemming vond plaats via een website. De prijs was een initiatief van het Bureau Promotie Podiumkunsten en werd voor het eerst uitgereikt in 1994 onder de naam Gouden Gids Toneelprijs. Deze samenwerking stopte in 1998, waarna de AVRO de hoofdsponsor werd voor een jaar. In 2000 werd de hoofdsponsoring overgenomen door het NRC Handelsblad, die daar in 2005 mee stopte. Van 2006 tot en 2013 was opnieuw AVRO de hoofdsponsor. Het Bureau Promotie Podiumkunsten, werd oktober 2014 opgeheven en werd de prijs overgedaan aan het Nederlands Theater Festival.
Per seizoen dongen er zo'n 35 toneelproducties naar de prijs. De uitreiking ervan vond plaats op het Gala van het Nederlands Theater.

## Eerdere winnende producties
AVRO Toneel Publieksprijs
- 2013 De casanova's van de vastgoedfraude van De verleiders
- 2012 Herakles van Toneelgroep De Appel (regie Aus Greidanus sr.)
- 2011 Doek van Kik Productions door Maria Goos
- 2010 Oog om Oog van Hummelinck Stuurman Theaterbureau (regie Ignace Cornelisse)
- 2009 Kopenhagen van het Nationale Toneel (regie Peter Tuinman)
- 2008 De goede dood van Wallis Theaterproducties (regie Wannie de Wijn)
- 2007 Who's Afraid of Virginia Woolf? van Hummelinck Stuurman Theaterbureau (regie Gerardjan Rijnders)
- 2006 Herfstsonate van Hummelinck Stuurman Theaterbureau

NRC Toneelpublieksprijs
- 2005 Mozart van Fred Delfgaauw
- 2004 Tantalus van Toneelgroep De Appel (regie Aus Greidanus)
- 2003 Gloed van Impresariaat Gislebert Thierens (regie Ursul de Geer)
- 2002 A Midsummer Night's Dream van De Paardenkathedraal (regie Dirk Tanghe)
- 2001 niet uitgereikt
- 2000 niet uitgereikt

AVRO Toneel Publieksprijs
- 1999 Hamlet, Het Nationale Toneel en Wilhelmina: Je maintiendrai, Impresariaat Jacques Senf, SIP ex aequo

Gouden Gids Toneelprijs
- 1998 Hamlet, De Theatercompagnie
- 1997 Amanda van Mithras Produkties BV
- 1996 Angels in America van het Ro Theater
- 1995 Rijkemanshuis van Het Zuidelijk Toneel